# Вольфганг Гайбгес
Вольфганг Гайбгес (нім. Wolfgang Heibges; 1 липня 1922, Ліппштадт — 4 квітня 2005, Глюксбург) — німецький офіцер-підводник, оберлейтенант-цур-зее резерву крігсмаріне, фрегаттен-капітан бундесмаріне.

## Біографія
9 квітня 1940 року вступив на флот. З лютого 1942 року — вахтовий офіцер, потім — командир корабля 38-ї флотилії мінних тральщиків. З 8 червня по 16 грудня 1942 року пройшов курс підводника, після чого був направлений на будівництво підводного човна U-278. З 16 січня 1943 року — вахтовий офіцер на U-278, на якому взяв участь у чотирьох походах в Північне море, під час яких були потоплені 2 кораблі загальною водотоннажністю 8886 тонн. З червня по 14 липня 1944 року пройшов курс позиціонування (радіовимірювання), з 15 липня по 31 серпня — курс командира човна, після чого був переданий в розпорядження 24-ї флотилії. З листопада 1944 року — командир U-999. 5 травня 1945 року наказав затопити човен в рамках операції «Регенбоген». 8 травня 1945 року взятий в полон британськими військами. 9 липня 1945 року звільнений.

## Звання
- Рекрут (9 квітня 194)
- Матрос-єфрейтор (1 січня 1941)
- Боцмансмат (1 березня 1941)
- Боцман (1 лютого 1942)
- Боцман резерву (1 квітня 1942)
- Обербоцман резерву (1 травня 1942)
- Лейтенант-цур-зее резерву (1 жовтня 1942)
- Оберлейтенант-цур-зее резерву (1 квітня 1944)

## Нагороди
- Залізний хрест 2-го класу (червень 1942)
- Нагрудний знак підводника (березень 1944)